# Salavere (Saaremaa)
Salavere is een plaats in de Estlandse gemeente Saaremaa, provincie Saaremaa. De plaats heeft de status van dorp (Estisch: küla) en telt 18 inwoners (2021).
Tot in oktober 2017 behoorde Salavere tot de gemeente Pihtla. In die maand ging Pihtla, net als de andere dertien gemeenten op het eiland Saaremaa, op in de fusiegemeente Saaremaa.

## Geschiedenis
Salavere werd in de jaren twintig van de 20e eeuw afgesplitst van Kaali. In 1977 werd de plaats opnieuw bij Kaali gevoegd, maar in 1997 werd die beslissing weer ongedaan gemaakt.
In 2017 werd het buurdorp Sepa bij Salavere gevoegd. Dat hield verband met de vorming van de fusiegemeente Saaremaa. Daarin lag nog een dorp Sepa.